# フランコ・アンブロゼッティ
フランコ・アンブロゼッティ（Franco Ambrosetti、1941年12月10日 - ）は、ジャズ・トランペッター、フリューゲルホルン奏者、作曲家である。スイスのルガーノ生まれ。父親のフラヴィオ・アンブロゼッティは、かつてチャーリー・パーカーの対をなすほどの演奏を行ったサックス奏者であった。「Enja Records」からいくつかのアルバムをレコーディングし、ジョルジュ・グルンツを含むグループで父親とともにプロとして仕事を行った。
アンブロゼッティはクラシック・ピアノのトレーニングを受けており、独学のトランペッターでもある。アンブロゼッティは、ケニー・クラーク、デクスター・ゴードン、フィル・ウッズ、キャノンボール・アダレイ、ジョー・ヘンダーソン、マイケル・ブレッカー、マイク・スターン、ハル・ギャルパー、ロマーノ・ムッソリーニなど、数多のアメリカやヨーロッパのミュージシャンとレコーディングを行い、ジャズ・フェスティバルやコンサートに参加してきた。アンブロゼッティは、バーゼル大学で経済学の修士号も取得している。

## ディスコグラフィ

### リーダー・アルバム
- 『ア・ジャズ・ポートレイト・オブ・フランコ・アンブロゼッティ・フィーチャリング・ジョルジオ・アンゾリーニ』 - A Jazz Portrait of Franco Ambrosetti (1965年、Durium)
- 『ザ・ジャズ・ライブ・シチュエーション』 - The Jazz Live Situation (1973年、Dire)
- Jazz a Confronto 11 (1974年、Horo)
- Steppenwolf (1975年、PDU)
- Franco Ambrosetti Quartet (1976年、PDU)
- 『クローズ・エンカウンター』 - Close Encounter (1978年、Enja)
- 『スリーピング・ジプシー』 - Sleeping Gypsy (1980年、Gryphon) ※with Don Sebesky
- 『ハート・バップ』 - Heart Bop (1981年、Enja)
- 『ウィングス』 - Wings (1984年、Enja)
- 『テンテッツ』 - Tentets (1985年、Enja)
- 『ムービーズ』 - Movies (1987年、Enja)
- 『ムービーズ・トゥー』 - Movies Too (1988年、Enja)
- Music for Symphony and Jazz Band (1991年、Enja)
- 『ジン・アンド・ペンタトニック』 - Gin And Pentatonic (1992年、Enja)
- 『ライヴ・アット・ブルーノート』 - Live at the Blue Note (1993年、Enja)
- Light Breeze (1998年、Enja)
- Grazie Italia (2000年、Enja)
- European Legacy (2003年、Enja)
- Liquid Gardens (2006年、Enja)
- 『ザ・ウインド』 - The Wind (2007年、Enja) ※with ユリ・ケイン・トリオ
- 『ロコモーション』 - Locomotion (2007年、Sound Hills) ※with ミシェル・ボッザ
- 『ライヴ・イン・ミラン デュオ、トリオ、クァルテット』 - Live In Milan, Duo, Trio, Quartet (2009年、Albore Jazz) ※with エンリーコ・イントラ
- 『サイクラディック・ムード』 - Cycladic Moods (2012年、Enja)
- 『アフター・ザ・レイン』 - After the Rain (2015年、Enja)
- 『チアーズ』 - Cheers (2017年、Enja)
- The Nearness of You (2018年、Unit)
- Long Waves (2019年、Unit)
- Lost Within You (2021年、Unit)
- 『ノラ』 - Nora (2022年、Enja)

### 参加アルバム
ジョルジュ・グルンツ
- Drums and Folklore (1967年、SABA)
- For Flying Out Proud (1978年、MPS)
- Living Transition (1988年、AMIGA)
- Happening Now! (1988年、Hat ART)
- 『ファースト・プライズ』 - First Prize (1989年、Enja)
- 『シリアス・ファン』 - Serious Fun (1990年、Enja)
- 『ブルースン・デュエット・エト・セトラ』 - Blues 'n' Dues Et Cetera (1991年、Enja)
- Mock-Lo-Motion (1995年、TCB)
- Renaissance Man (2002年、TCB)
- Tiger by the Tail (2006年、TCB)

ミーナ
- Uiallalla (1989年、PDU)
- Ti Conosco Mascherina (1990年、PDU)
- Caterpillar (1991年、PDU)
- Sorelle Lumiere (1992年、PDU)
- Mina Canta I Beatles (1993年、PDU)
- Mazzini Canta Battisti (1994年、PDU)
- Canarino Mannaro (1994年、PDU)
- Pappa Di Latte (1995年、PDU)
- Cremona (1996年、PDU)
- Napoli (1996年、PDU)
- Sconcerto (2001年、PDU)
- Veleno (2002年、PDU)
- Bula Bula (2005年、PDU/Sony)
- L'Allieva (2005年、PDU/Sony)
- Caramella (2014年、PDU)

その他
- フラヴィオ・アンブロゼッティ : Jazz Stars (1968年、Dire)
- アントニオ・ファラオ : Expose (1996年、Dischi Della Quercia)
- ポール・ヘラー : Kaleidoscope (1996年、Mons)
- クインシー・ジョーンズ : The 75th Birthday Celebration (2009年、Eagle)
- ダド・モローニ、ニールス＝ヘニング・エルステッド・ペデルセン : 『ブルーソロジー』 - Bluesology (1981年、Dire)
- ディノ・ベッティ・ヴァンダヌート : Here Comes Springtime (1985年、Soul Note)
- ミロスラフ・ヴィトウス : 『リメンバリング・ウェザーリポート』 - Remembering Weather Report (2009年、ECM)